# Cubaroides pilosus
Cubaroides pilosus är en kräftdjursart som beskrevs av Albert Vandel 1973. Cubaroides pilosus ingår i släktet Cubaroides och familjen Armadillidae. Inga underarter finns listade i Catalogue of Life.